# Thessitus insignis
Thessitus insignis är en insektsart som först beskrevs av John Obadiah Westwood 1842.  Thessitus insignis ingår i släktet Thessitus och familjen Eurybrachidae. Inga underarter finns listade i Catalogue of Life.